# كارل أويغن (دوق فورتمبيرغ)

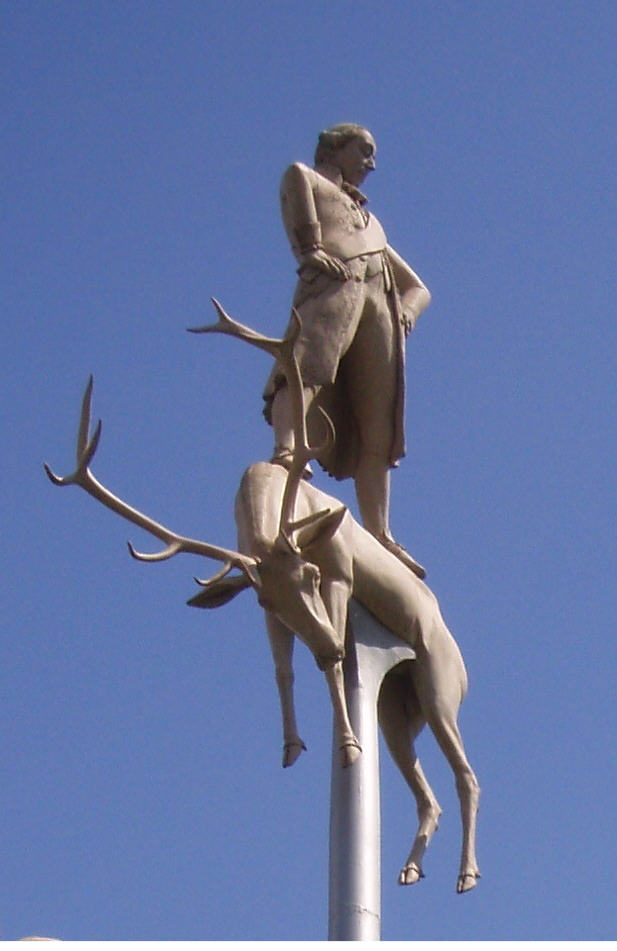
كارل يوجين، تمثال من بيتر لينك

 كارل يوجين, وتلفظ بالإنجليزية: تشارلز يوجين. (بالألمانية: Karl Eugen), (بالإنجليزية: Charles Eugene), كان دوق لفورتمبيرغ (من 11 فبراير 1728 – 24 أكتوبر 1793). ولد في بروكسل، كان والده حاكم فورتمبيرغ في سن 9سنوات, لكن كانت السلطة الحقيقة في يد كارل رودولف، دوق فورتمبيرغ. من الأعوام (1737–1738). تلقى تعليمه في بلاط فريدريك الثاني ملك بروسيا. في حرب السنوات السبع ضد بروسيا.

## حياته
- تزوج كارل يوجين مرتين، الأولى من إليزابيث فردريكا صوفي (بالألمانية:Elisabeth Fredericka Sophie), من براندنبورغ، بايرويت. أبقى كارل يوجين سلسلة من العشيقات وأنجب منهن أحد عشر طفلا. وكان آخر هذه العشيقات فرانشيسكا فون هوهنهايم وتزوجها في عام 1785.
- عرف كارل يوجين باهتماماته بالزراعة والسفر، وكان له بصمات واضحة ومصدر الهام اليوم لجامعة هونهايم, حيث ما زالت الجامعة تحتوي على بعض عينات من مزروعاته. كما بنى عددا كبيرا من القصور حتى انه افلس من البذخ وكثرة صرف المال والمظاهر، وقبل قروض ضخمة من الحكومة الفرنسية في مقابل الحفاظ على أعداد كبيرة من قوات الدعم في فورتمبيرغ.
- في سنواته الأولى كدوق فورتمبيرغ حكمها بيد من حديد، لكنها أيضا كان رحيما. ويقال أيضا ان كان له مكتبة ضخمة، ويذكر اهتمامه بالبساتين.
- وكان هناك بين كارل يوجين وبين مستشاره الليبرالي البارز فقيه يوهان جاكوب موزر (بالإنجليزية: jurist Johann Jakob Moser), صراع مرير بين عامي 1751 و.1759
- توفي كارل يوجين في. هوهنهايم

## روابط خارجية
- كارل أويغن، دوق فورتمبيرغ على موقع ميوزك برينز (الإنجليزية)